# (2889) Brno
(2889) Brno es un asteroide perteneciente al cinturón de asteroides descubierto por Antonín Mrkos el 17 de noviembre de 1981 desde el Observatorio Klet, cerca de České Budějovice, República Checa.

## Designación y nombre
Brno se designó inicialmente como 1981 WT1.
Posteriormente fue nombrado por la ciudad morava de Brno en la República Checa.

## Características orbitales
Brno está situado a una distancia media de 3,027 ua del Sol, pudiendo acercarse hasta 2,682 ua y alejarse hasta 3,373 ua. Su inclinación orbital es 9,479° y la excentricidad 0,114. Emplea en completar una órbita alrededor del Sol 1924 días.